# Carl Ewers (Fabrikant)
Carl Ewers (* 31. Januar 1835; † 29. Januar 1914) war ein deutscher Fabrikant, Abgeordneter und Handelskammervorsitzender.
Ewers, der katholischer Konfession war, gründete 1866 eine Kleiderfabrik in Küstelberg, wo er auch Gutsbesitzer war. Das Unternehmen stellte zunächst Walkjacken für Männer her. 1875 erweiterte er das Sortiment auf wollene Unterwäsche und Trikotagen für Männer und erwarb hierzu Rundwirkstühle. 1890 erweiterte er die Produktpalette auf Frauen- und Kinderröcke. Sein Sohn Alexander übernahm die Leitung des Unternehmens. In den 1970er Jahren übernahm Falke das Unternehmen. Er war Präsident der Industrie- und Handelskammer Arnsberg.
Ewers war Stadtverordnetenvorsteher und Bürgermeister in Küstelberg. 1871 bis 1875 war er für den Wahlbezirk Herzogtum Westfalen für die Kreise Brilon und Lippstadt Mitglied im Provinziallandtag der Provinz Westfalen. Er vertrat liberale Positionen.